# Ловчиково (Московская область)
Ло́вчиково — деревня в Шатурском муниципальном районе Московской области, в составе сельского поселения Радовицкое. Расположена в юго-восточной части Московской области. Население — 18 чел. (2013). Деревня известна с 1637 года.

## Название
В писцовой книге Владимирского уезда 1637—1648 гг. упоминается как Курганец, Мальцово тож. В Переписных книгах 1678 года и в отказных книгах от 1716 года — Курганец, это же название встречается на картах конца XVIII—XIX века (на Плане Генерального межевания 1790 года деревня ошибочно обозначена как Курнац). Впервые название Ловчиково появляется в клировой ведомости от 1750 года. В Сборнике статистических сведений по Рязанской губернии 1887 года указаны два варианта названия Ловчиково, Курганец тож. В других письменных источниках XIX—XX веков — Ловчиково или Ловчикова.
Современное название происходит от фамилии жителей деревни, так в писцовой книге Владимирского уезда 1637—1648 гг. все крестьяне деревни — Ловчиковы. Также существует версия о происхождении названия от фамилии предполагаемого владельца деревни думного боярина С. Б. Ловчикова.

## Физико-географическая характеристика

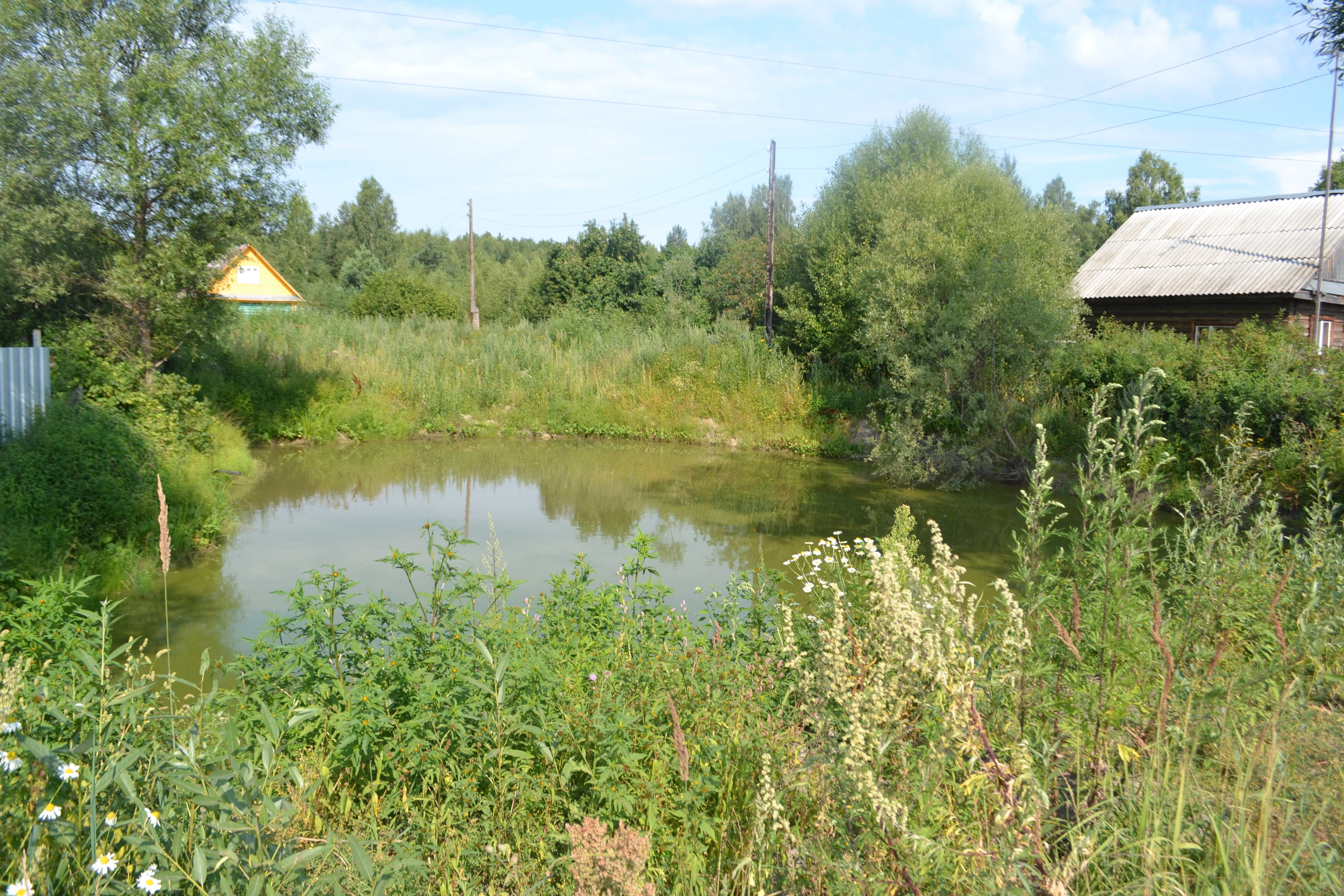
Пруд в деревне

Деревня расположена в пределах Мещёрской низменности, относящейся к Восточно-Европейской равнине, на высоте 128 м над уровнем моря. Рельеф местности равнинный. К востоку и западу от деревни находятся поля, к северу — лесной массив. В 1,5 км к западу от деревни протекает река Чальца.
По автомобильной дороге расстояние до МКАД составляет около 150 км, до районного центра, города Шатуры, — 61 км, до ближайшего города Спас-Клепики Рязанской области — 38 км. Ближайший населённый пункт — деревня Голыгино, расположенная в 0,7 км к югу от Ловчиково.
Деревня находится в зоне умеренно континентального климата с относительно холодной зимой и умеренно тёплым, а иногда и жарким, летом. В окрестностях деревни распространены торфяно-болотные и дерново-подзолистые почвы с преобладанием песков и супесей.
В деревне, как и на всей территории Московской области, действует московское время.

## История

### С XVII века до 1861 года
В XVII веке деревня Курганец, Мальцово тож входила в Ильмянскую кромину волости Муромское сельцо Владимирского уезда Замосковного края Московского царства. Первым известным владельцем деревни был стряпчий Тимофей Никонович Бутурлин, представитель дворянского рода Бутурлиных. Поместье досталось ему от отца в 7145 (1636/37) году. В писцовой книге Владимирского уезда 1637—1648 годов Ловчиково описывается как деревня на суходоле с двумя дворами, при деревне имелись пахотные земли среднего качества и сенокосные угодья:

Да в Ильмянской кромине деревня Курганец, Мальцово тож, на суходоле. А в ней во дворе крестьянин Ивашко Григорьев сын Ловчиков да дети его Федка да Васка. Во дворе бобыль Ивашко Иванов сын Ловчиков. Пашни паханные, середние земли шестнадцать четвертей, да лесом поросло три четверти без полуосьмины в поле, а в дву по тому ж; сена около поль десять копен, да на речке на Руневке пятнадцать копен

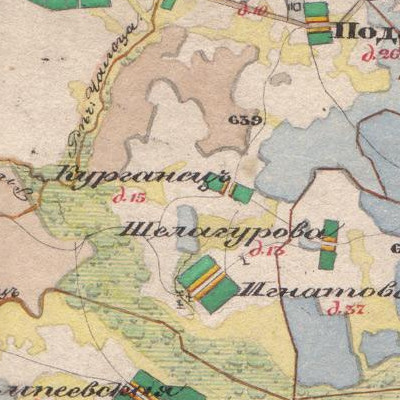
Деревня Ловчиково на карте 1850 года

В XVII веке деревня поочерёдно принадлежала Колычеву Василию Полуектовичу, Бутурлину Василию Васильевичу и его сыну Петру. Затем около XVIII века поместье значится за коллежским асессором Безбородовым Т. Т., а во второй половине XVIII века — за князьями Вадбольскими. В межевом плане 1807 года владельцем деревни показан князь Вадбольский Н. П., а в 1817 году деревней владел уже его сын князь Александр Николаевич.
В результате губернской реформы 1708 года деревня оказалась в составе Московской губернии. После образования в 1719 году провинций деревня вошла во Владимирскую провинцию, а с 1727 года — во вновь восстановленный Владимирский уезд.
В 1778 году образовано Рязанское наместничество (с 1796 года — губерния). Впоследствии вплоть до начала XX века Ловчиково входило в Егорьевский уезд Рязанской губернии.
По данным X ревизии 1858 года, деревня принадлежала княгине Александре Николаевне Вадбольской. По сведениям 1859 года Ловчиково — владельческая деревня 2-го стана Егорьевского уезда по правую сторону Касимовского тракта, при колодцах. На момент отмены крепостного права владельцами деревни были князья Вадбольские.

### 1861—1917
После реформы 1861 года из крестьян деревни было образовано одно сельское общество, которое вошло в состав Дубровской волости.
В 1885 году был собран статистический материал об экономическом положении селений и общин Егорьевского уезда. В деревне было общинное землевладение. Земля была поделена по ревизским душам. Практиковались переделы мирской земли — пашня и часть лугов делились с разной периодичностью. Часть лугов делились ежегодно. В общине был как дровяной, так и строевой лес. Лес рубили по мере надобности. Надельная земля состояла из одного участка. Дальние полосы отстояли от деревни в 1 версте. Пашня была разделена на 54 участка. Длина душевых полос от 5 до 200 сажень, а ширина от 1,5 до 3 аршин. Кроме того, община приобрела у помещика 113 десятин сверхнадельной земли.
Почвы были супесчаные и песчаные. Пашни частично низменные и сырые, а частично — бугристые. Луга в основном суходольные, но были и заболоченные. Прогоны были удобные. В деревне было два небольших пруда и почти у каждого двора колодцы с хорошей и постоянной водой. Своего хлеба хватало, но на продажу не бывало. Сажали рожь, овёс, гречиху и картофель. У крестьян было 20 лошадей, 35 коров, 68 овец, 3 свиньи, а также 15 плодовых деревьев и 50 колодок пчёл. Избы строили деревянные, крыли деревом и железом, топили по-белому (только одна изба топилась по чёрному).
Деревня входила в приход села Ильмяны (Покров), там же находилась ближайшая школа. В самой деревне имелась синильня. Главным местным промыслом было ткание кульков, которым занимались как мужчины, так и женщины. Многие мужчины занимались отхожими промыслами, в основном плотничеством. На заработки уходили преимущественно в Московскую губернию, а также в Зарайский уезд.
По данным 1905 года основными промыслами в деревне были плотничество и ткание кульков из мочалы. В деревне имелись две ветряные мельницы и два овчинных завода. Ближайшее почтовое отделение и земская лечебница находились в селе Дмитровский Погост.

### 1917—1991
В 1919 году деревня Ловчиково в составе Дубровской волости была передана из Егорьевского уезда во вновь образованный Спас-Клепиковский район Рязанской губернии. В 1921 году Спас-Клепиковский район был преобразован в Спас-Клепиковский уезд, который в 1924 году был упразднён. После упразднения Спас-Клепиковского уезда деревня передана в Рязанский уезд Рязанской губернии. В 1925 году произошло укрупнение волостей, в результате которого деревня оказалась в укрупнённой Архангельской волости. В ходе реформы административно-территориального деления СССР в 1929 году деревня вошла в состав Дмитровского района Орехово-Зуевского округа Московской области. В 1930 году округа были упразднены, а Дмитровский район переименован в Коробовский.

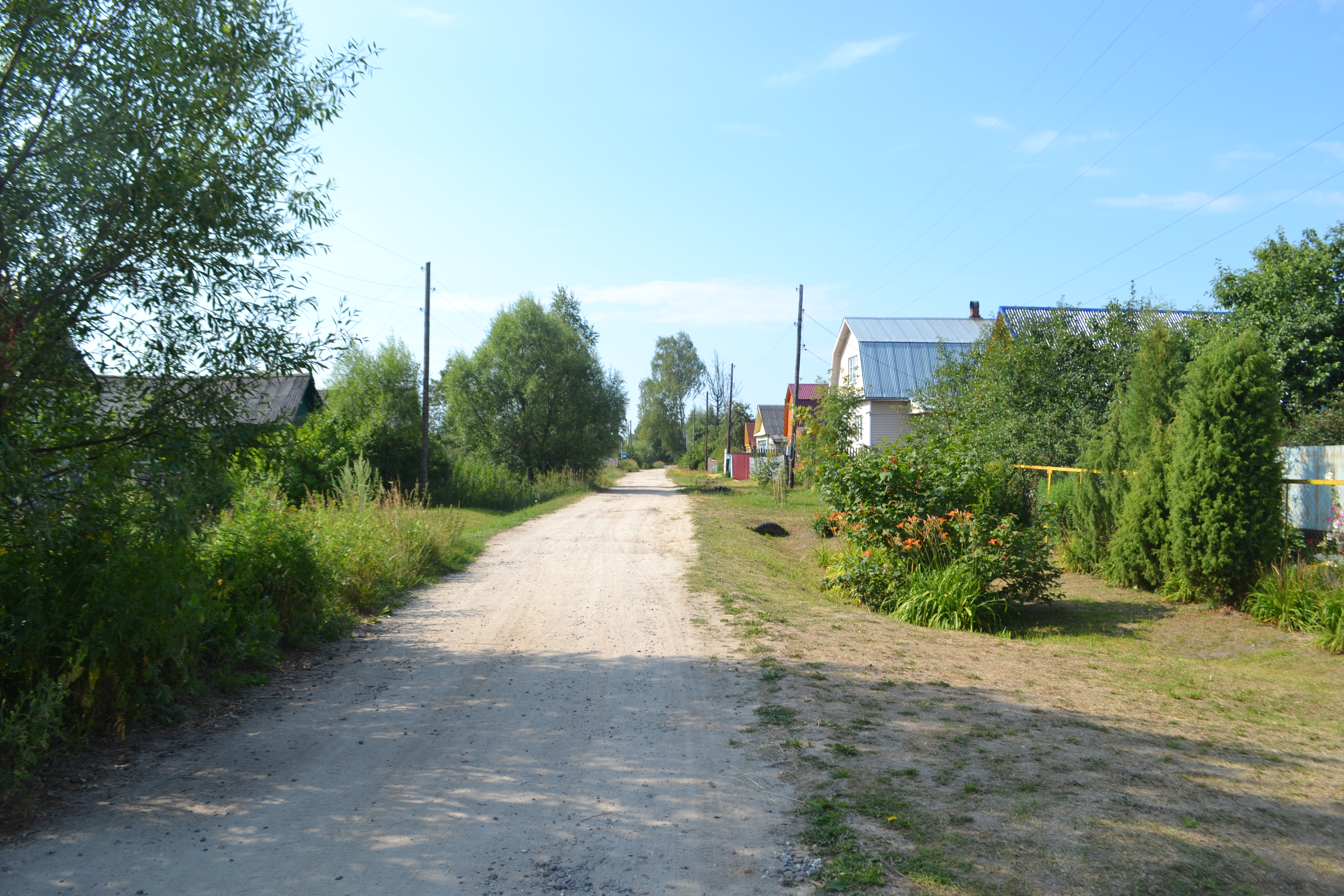
Ловчиково

В 1930 году деревня входила в Шелогуровский сельсовет. В 1954 году Шелогуровский и Обуховский сельсоветы объединены во вновь образованный Харлампеевский сельсовет.
Шестнадцать уроженцев деревни были награждены боевыми орденами и медалями Великой Отечественной войны.
В 1953 году в деревня входила в колхоз «Новый путь».
3 июня 1959 года Коробовский район был упразднён, Харлампеевский сельсовет передан Шатурскому району.
С конца 1962 года по начало 1965 года Ловчиково входило в Егорьевский укрупнённый сельский район, созданный в ходе неудавшейся реформы административно-территориального деления, после чего деревня в составе Харлампеевского сельсовета вновь передана в Шатурский район.

### С 1991 года
В 1994 году в соответствии с новым положением о местном самоуправлении в Московской области Харлампеевский сельсовет был преобразован в Харлампеевский сельский округ. В 2005 году образовано сельское поселение Радовицкое, в которое вошла деревня Ловчиково.

## Население
| 1858 | 1859 | 1868 | 1885 | 1905 | 1970 | 1993 |
| ---- | ---- | ---- | ---- | ---- | ---- | ---- |
| 141  | ↘102 | ↗105 | ↗227 | ↗269 | ↘215 | ↘46  |
| 2002 | 2006 | 2010 | 2011 | 2013 |      |      |
| ↘18  | ↘13  | ↗20  | ↘18  | →18  |      |      |

Первые сведения о жителях деревни встречаются в писцовой книге Владимирского уезда 1637—1648 гг., в которой учитывалось только податное мужское население (крестьяне и бобыли). В деревне Ловчиково было два двора: один крестьянский двор, в котором проживало 3 мужчины, и один бобыльский двор с одним бобылём.
В переписях за 1858 (X ревизия), 1859 и 1868 годы учитывались только крестьяне. Число дворов и жителей: в 1850 году — 15 дворов; в 1858 году — 68 муж., 73 жен.; в 1859 году — 17 дворов, 47 муж., 55 жен.; в 1868 году — 25 дворов, 52 муж., 53 жен.
В 1885 году был сделан более широкий статистический обзор. В деревне проживало 222 крестьянина (35 дворов, 107 муж., 115 жен.), из 33 домохозяев один не имел своего двора, а у троих было по две избы. Кроме того, в деревне проживала одна семья мещан, не приписанная к крестьянскому обществу (1 двор, 4 муж., 1 жен.). На 1885 год грамотность среди крестьян деревни составляла 9 % (20 человек из 222), также 3 мальчика посещали школу.
В 1905 году в деревне проживал 269 человек (39 дворов, 129 муж., 140 жен.). Со второй половины XX века численность жителей деревни постепенно уменьшалась: в 1970 году — 40 двор, 215 чел.; в 1993 году — 34 двора, 46 чел.; в 2002 году — 18 чел. (6 муж., 12 жен.).
По результатам переписи населения 2010 года в деревне проживало 20 человек (13 муж., 7 жен.), из которых трудоспособного возраста — 12 человек, старше трудоспособного — 7 человек, моложе трудоспособного — 1 человек. Жители деревни по национальности в основном русские (по переписи 2002 года — 100 %).

## Социальная инфраструктура
Ближайший магазин в деревне Голыгино. Медицинское обслуживание жителей деревни обеспечивают фельдшерско-акушерский пункт в деревне Голыгино, Радовицкая участковая больница и Шатурская центральная районная больница. Ближайшее отделение скорой медицинской помощи расположено в Дмитровском Погосте. Среднее образование жители деревни получают в Радовицкой средней общеобразовательной школе.
Пожарную безопасность в деревне обеспечивает пожарная часть № 293, а также пожарные посты в деревне Евлево, селе Дмитровский Погост (пожарная часть № 275) и в посёлке санатория «Озеро Белое» (пожарная часть № 295).
Деревня электрифицирована, но не газифицирована. В соответствии с Программой «Развитие газификации в Московской области до 2017 года» подведение газа к деревне не планируется. Центральное водоснабжение отсутствует, потребность в пресной воде обеспечивается общественными и частными колодцами.

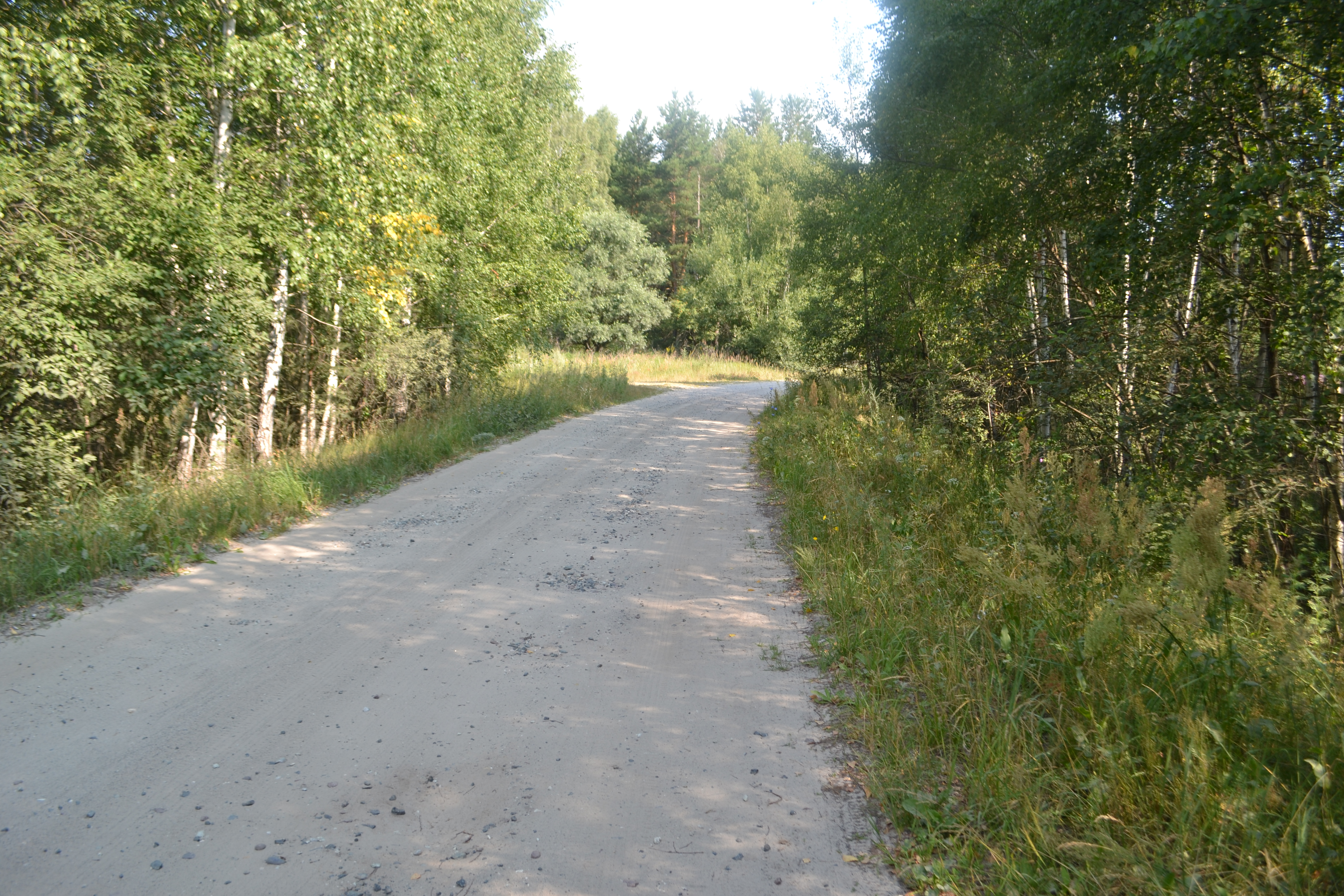
Дорога в деревню

## Транспорт и связь
В 0,6 км от деревни проходит асфальтированная автомобильная дорога общего пользования МЕТК-Подлесная-Радовицкий мох, на которой имеется остановочный пункт маршрутных автобусов «Голыгино».
От остановки «Голыгино» ходят автобусы до села Дмитровский Погост (маршрут № 42), а также до города Егорьевска (маршрут № 67) и Москвы (маршруты № 332). Прямой автобусный маршрут, связывающий деревню с районным центром городом Шатурой, отсутствует. Ближайшая железнодорожная станция Кривандино Казанского направления находится в 52 км по автомобильной дороге.
В деревне доступна сотовая связь (2G и 3G), обеспечиваемая операторами «Билайн», «МегаФон» и «МТС».
Ближайшее отделение почтовой связи, обслуживающее жителей деревни, находится в посёлке Радовицкий.